# Karate (сингл Babymetal)
«Karate» — сингл японской каваии-метал группы Babymetal из их второго студийного альбома Metal Resistance. Песня была выпущена в формате Active Rock в качестве сингла только для эфира в Соединённых Штатах 26 февраля 2016 год.

## Создание и релиз
Песня «Karate» была впервые представлена в тизере к альбому Metal Resistance и собственном музыкальном видео, которое было загружено на YouTube 25 февраля 2016 года. На данный момент официальное музыкальное видео набрало более 82 миллионов просмотров на YouTube. На следующий день песня была официально выпущена в качестве цифрового сингла, доступного для мгновенного скачивания при предварительном заказе альбома в iTunes Store. Кроме того, песня прозвучала в эфире программы MC Plus телерадиокомпании Nippon Broadcasting System.
Моа Кикути заявила, что песня «Karate» является её любимой песней, объяснив, что «в карате есть вежливость: „Начни с поклона и закончи поклоном“. Это нечто важное, что мы ценим в нашей жизни, потому что мы никогда не забываем о вежливости и чувстве благодарности, куда бы мы ни пошли».

## Композиция
По словам Судзуки Накамото, «Karate» напоминает песню «Megitsune», которая «популярна среди иностранных поклонников. В песне есть не только флюиды Babymetal, но и японские элементы. Её текст изображает сильную волю идти дальше, независимо от того, что происходит в вашей жизни». Песня представляет собой ню-метал композицию, содержащую элементы металкора. Композитором выступил Yuyoyuppe и аранжировал под именем Yuppemetal, в «Karate» также есть риффы, похожие на диджент, и мелодия в стиле J-pop. Грэм Хартманн из Loudwire описал песню как «невероятно очаровательную». Инструментально она также чертовски тяжела. Основной рифф песни находится очень низко в звуковом спектре, и он настойчиво звучит в стиле бессмысленного джент.
Кикути объяснила, что текст песни говорит о том, что никогда не нужно сдаваться и всегда двигаться вперёд, независимо от того, какие трудности приходится преодолевать. Кроме того, Юи Мидзуно рассказала, что танцевальные движения были сделаны так, чтобы помочь выразить смысл песни, поскольку большая часть текста была на японском языке.

## Реакция
Песня «Karate» получила в целом положительные отзывы от музыкальных критиков. Ларс Готрич из NPR Music назвал песню «запоминающейся и грандиозной», похвалив вокальные данные Накамото, сравнив её с вокалисткой Evanescence Эми Ли. Джон Хадусек из Consequence of Sound назвал эту песню, а также трек «From Dusk Till Dawn» основными треками альбома. Во время рецензирования Metal Resistance Джордан Бассетт из NME высоко оценил песню, описав её как «быструю и яростную, пока звенящая, арпеджированная гитара не изменит ритм». Хартманн высоко оценил припев песни, назвав его «одним из самых запоминающихся произведений Babymetal на сегодняшний день». Kerrang! поставили «Karate» на первое место среди всех песен Babymetal, назвав её не только ярким примером каваии-метал фьюжна, но и олицетворением всего того, за что выступает группа.
Песня «Karate» достигла пика на втором месте в чарте Billboard World Digital Songs в выпуске от 19 марта 2016 года, проведя в чарте четырнадцать недель. Песня дебютировала под номером 24 в недельном Billboard Japan Hot 100 12 марта 2016 года. После выхода второго альбома группы Metal Resistance, в недельном чарте 7 мая 2016 года песня достигла пика на отметке 17, проведя в чарте в общей сложности двенадцать недель.
26 мая 2016 года Трипл Эйч из WWE объявил в Твиттере, что эта песня, наряду с песней «Paranoia» группы A Day to Remember, будет использована в качестве одной из официальных тематических песен NXT TakeOver: The End. 25 мая 2021 года Kerrang! поставил песню на 1 место в списке «20 лучших песен Babymetal».

## Видеоклип
Режиссёр — Дайсукэ Ниномия, музыкальное видео на песню «Karate» было выпущено 18 марта 2016 года.

Ларс Готрих из NPR Music описал видео: 
«Поддерживаемая группой, облаченной в темно-фиолетовое и чёрное снаряжение воина, троица сражается с мастерами боевых искусств и призраками в белых одеждах и шипованных накидках на лицах. После короткого поражения три молодые девушки поднимаются вместе, держат знаки лисы и притягивают их к своему сердцу. Это нежный момент, переданный с неизменным подмигиванием».
Мидзуно объяснила, что хореография, показанная в клипе, была вдохновлена движениями боевых искусств, которые используются в карате, и была «одним из способов преодолеть языковой барьер» из-за японского текста песни.
Накамото описала белые фигуры в клипе как олицетворение их прежних «я», выражающих желание разрушить барьеры, борясь с собой, чтобы двигаться вперёд. Работая над хореографией песни, участники группы просмотрели множество видеороликов с карате, адаптировав и добавив некоторые движения в свой танец.
Кикути добавила, что «карате, очевидно, является видом боевых искусств, зародившихся в Японии, поэтому она очень гордится тем, что они представляют эту культуру, пришедшую из Японии, через свою музыку, и это способ для большего числа людей за пределами Японии узнать, что такое карате».

Готрих высоко оценил музыкальное видео: 
«Если в прошлых клипах обыгрывалась предполагаемая глупость трех японских девушек, выполняющих скоординированные танцевальные движения под тяжелые риффы, то суровые и стильные визуальные образы „Karate“ отражают более драматичный тон».
Позднее клип вошёл в Зал славы Loudwire Battle Royale, проведя пять недель подряд на первом месте по результатам голосования фанатов.

## Живые выступления
Премьера «Karate» состоялась на Yokohama Arena 12 декабря 2015 года, во время заключительных дат тура Babymetal World Tour 2015, и был добавлен в сет-лист Babymetal World Tour 2016, и исполнен в первый день тура на Уэмбли Арене. Первое телевизионное исполнение песни состоялось на канале TV Asahi’s Music Station 22 апреля 2016 года. Хореография песни содержала интерполяции приёмов карате, как показано в музыкальном видео.

## Чарты
| Чарт (2016)                            | Высшая позиция |
| -------------------------------------- | -------------- |
| Япония (Japan Billboard)               | 17             |
| США (US World Digital Songs Billboard) | 2              |

## История релизов
| Регион | Дата            | Формат      | Лейбл                        | Прим.  |
| ------ | --------------- | ----------- | ---------------------------- | ------ |
| США    | 26 февраля 2016 | Active rock | RAL Sony Music Entertainment | [ 28 ] |